# Chiesa di San Ciro (Palermo)

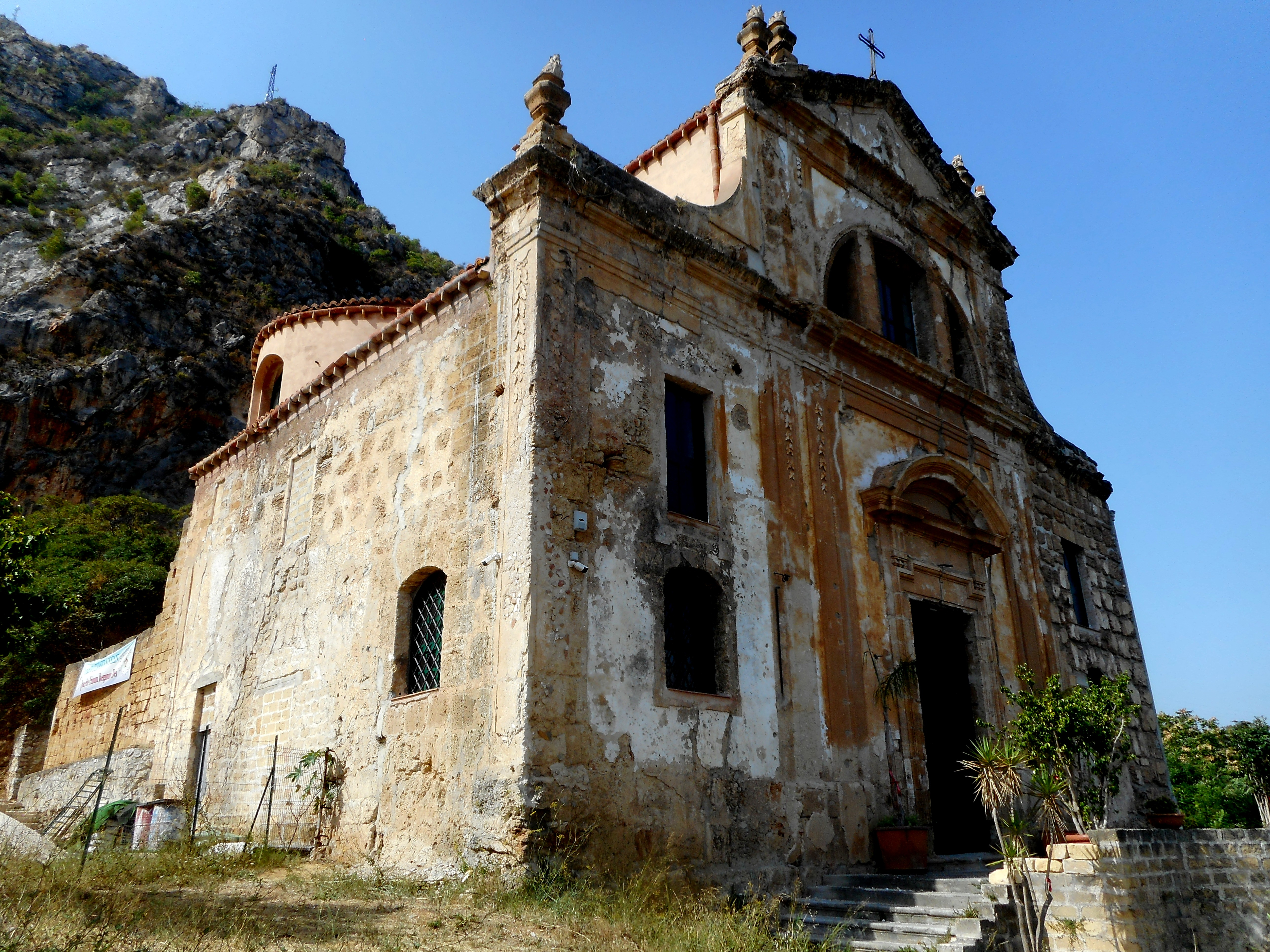
Chiesa di San Ciro

La chiesa di San Ciro a Maredolce è un edificio di culto ubicato ai piedi del Monte Grifone in località Brancaccio-Ciaculli nel Parco della Favara a Palermo.
Sorge nella periferia sud-est di Palermo ed è ben visibile dall'Autostrada A19 Palermo - Catania.

## Storia
Il tempio sorge sopra una fonte dedicata alla dea della fertilità Cerere nei tempi antichi, è documentata un primitivo luogo di culto dedicato alla Vergine Assunta.

### Epoca spagnola - borbonica
Nel 1656 padre Girolamo Matranga costruì una piccola cappella dedicata a Nostra Signora di tutte le Grazie.
Francesco Maria Emanuele Gaetani, marchese di Villabianca, indica come fondatore il barbiere Vincenzo Camarda. I finanziatori della costruzione furono gli abitanti delle casette rustiche che sorgevano quel luogo, con il contributo degli abitanti di Marineo, che incoraggiarono la fondazione di una congregazione.
Il 5 febbraio 1736, al posto della cappella, fu costruita l'attuale chiesa, costruzione benedetta l'11 agosto 1737.
L'ambiente circostante fu immortalato e descritto nel 1780 dal pittore francese Jean-Pierre Houël nel libro "Voyage pittoresque des isles de Sicile, de Malte et de Lipari".

### Epoca pre e post unitaria
Nel 1826 la chiesa subì dissesti statici, rischiando il crollo, pertanto fu restaurata. Sciolta la congregazione, la chiesa cadde in uno stato di abbandono. Un secondo ciclo di restauri seguì nel 1874 a cura del parroco di Brancaccio, Leopoldo Villa Riso, riaperta al culto quando furono condotte e qui custodite una reliquia del teschio e una statua raffigurante San Ciro provenienti dalla parrocchia di Marineo.

### Epoca contemporanea
Durante i bombardamenti delle forze alleate del 1943, la chiesa di Brancaccio e le grotte del circondario furono utilizzate come rifugi sicuri per i palermitani che, sotto le bombe, si raccomandavano al martire per la salvezza delle loro vite.
Nel 1960 altri dissesti statici provocarono una nuova chiusura ed il definitivo abbandono da parte dei fedeli.
L'esplosione in una cava vicina ha determinato gravi danni, che hanno richiesto la chiusura della chiesa, ulteriormente caduta in oblio a causa della realizzazione della autostrada, che ne ha circoscritto il complesso ad uno spazio anomalo e scarsamente fruibile, rendendo estraneo l'edificio al resto del contesto urbanistico fortemente stravolto e trasformato dalla cementificazione. Nel 1982 è stato eseguito un primo importante intervento di restauro da parte della Soprintendenza, lavori che hanno comportato la ricostruzione dell'abside e di un muro laterale.
Numerose manifestazioni religiose e turistiche mirano al recupero della struttura architettonica.

## Esterno
La facciata tardo barocca, parzialmente intonacata. L'ordine inferiore è dominato da un alto portale con timpano ad arco.
La parte centrale del secondo ordine sormontata da frontone è raccordata al primo per mezzo di vele, all'interno comprende tre finestre con apertura complessiva a semicerchio. Alle estremità e sugli spioventi sono collocati vasotti fiammati, chiude la prospettiva la croce apicale in ferro battuto.

## Interno
L'interno a navata unica con tre absidi disposte a trifoglio. Pilastri e le lesene decorati con ornamenti di foglie di vite, i cui capitelli sono raccordati da cornicione.
- Cappella di San Ciro.

## Cripta
Sono documentati ambienti ipogei utilizzati come rifugi durante i bombardamenti del secondo conflitto mondiale.

## Congregazione
- 4 settembre 1735, Confraternita di San Ciro, fondazione del sodalizio.[5]